# ローランド・XPシリーズ
XPシリーズは、ローランドが販売していたシンセサイザーの型番・商品名及びそれらのシリーズ名である。PCMシンセサイザー。前身はJVシリーズ、後継はXVシリーズだが、XVシリーズはワークステーションなしのタイプであるため、Fantomシリーズ登場までフラッグシップ機であり続けた。

## シリーズ一覧
XP-80
1996年発売。76鍵。同時発音数64。シーケンサー16トラック、6万ノート。3.5インチフロッピーディスクドライブを内蔵し、SMFの読み書きに対応。最大4枚のウェーブエクスパンションボードSR-JV80シリーズ装着により音色追加可能。GM対応。
XP-60
1998年発売。XP-80の61鍵版。
XP-50
XPシリーズ最初の機種。1995年発売。61鍵。同時発音数64音。トラック数16。3.5インチフロッピーディスクドライブ搭載。2万ノート。
XP-30
1999年発売。61鍵。同時発音数64。3枚のウェーブエクスパンションボードSR-JV80シリーズを標準装備しさらに2枚追加可能。DTMでの利用を考慮し、シリアルポート (RS-232) を備えている。GM対応。
XP-10
1995年発売。61鍵。SC-55mkII互換音源内蔵、アルペジエーター搭載、同時発音数28。DTMでの利用を考慮し、コンピューター端子を備えている。GM、GS対応。ミュージ郎XP-10の同梱音源。

## 使用アーティスト
小室哲哉 (globe)
XP-80を使用。ライブや楽曲製作で使われていた。楽曲製作の際、XP-80にてシーケンスを打ち込んで製作していたこともあるという。Fantomシリーズが導入されて以降も使われていた時期もある。